# Kim Ha-yeon
Kim Ha-yeon (kor. 김하연; ur. 6 lutego 2010) – południowokoreańska aktorka.

## Kariera
Kim Ha-yeon rozpoczęła karierę aktorską w 2016 roku, wcielając się w młodsze wersje bohaterów filmów i seriali. Jej pierwszą taką rolą była młoda Yong-soon w filmie Yongsoon. W 2017 roku również wcieliła się w podobną rolę, tym razem w filmie Fight for My Way, w którym grała młodą Baek Seol-hee.
W 2019 roku wystąpiła w filmie pt. Kim Ji-Young, urodzona w 1982, który został obejrzany przez 3.67 miliona widzów.

## Filmografia

### Filmy
- 2016:
  - The Great Actor jako przedszkolak
  - Yongsoon jako młoda Yong-soon
- 2017:
  - The Preparation jako Jeong-ja
  - Romans 8:37 jako Ne-eun
- 2018:
  - The Pension jako Chae-eun
  - Rampant jako księżniczka
- 2019: Kim Ji-Young, urodzona w 1982 jako dwunastoletnia Ji-yeong
- 2020: The Singer jako Cheong-yi

### Seriale
- 2015: My Little Baby jako Eun-ae
- 2017:
  - Flight for My Way jako młoda Baek Seol-hee
  - Children of the 20th Century jako młoda San Jin-jin
  - Drama Stage jako Eun-ji
- 2018:
  - Live jako Seul-gi
  - Where Stars Land jako młoda Han Yeo-reum
  - Ms. Ma, Nemesis jako Han Yoo-ri
- 2020:
  - My Holo Love jako młoda So-yeon
  - No Matter What jako Jeong byori
  - Memorials jako młoda Koo Se-ra
- 2021–2022: Uncle jako Ye So-dam
- 2022: Bravo, My Life jako Seo Hye-na

## Nominacje i nagrody
Kim Ha-yeon została dwókrotnie nominowana do KBS Drama Awards. Po raz pierwszy w 2020 roku w kategorii "Najlepsza nowa aktorka" za rolę w filmie No Matter What. Kolejny raz została nominowana dwa lata później do tej samej kategorii, tym razem za rolę w filmie Bravo, My Life.